# Qu'est-ce qu'on a encore fait au Bon Dieu ?
Série
Qu'est-ce qu'on a fait au Bon Dieu ?
(2014) Qu'est-ce qu'on a tous fait au Bon Dieu ?
(2022)
Pour plus de détails, voir Fiche technique et Distribution.
Qu'est-ce qu'on a encore fait au Bon Dieu ? est une comédie française coécrite et réalisée par Philippe de Chauveron, sortie en 2019. Il s’agit de la suite de Qu'est-ce qu'on a fait au Bon Dieu ?, succès de 2014.
Le film met en scène Claude et Marie Verneuil qui sont de retour de leur voyage autour du monde chez les familles respectives de leurs gendres. Ils font face à un nouveau cataclysme : leurs quatre filles et leurs quatre gendres veulent quitter la France : Odile et David veulent partir en Israël, Chao et Ségolène en Chine, Isabelle et Rachid en Algérie, tandis que Laure et Charles veulent partir en Inde, car cette dernière s'y voit offrir un poste et Charles espère faire carrière à Bollywood. Claude et Marie vont alors tout faire pour que tous les membres de la famille restent en France. De leur côté, André et Madeleine Koffi, les parents de Charles, reviennent en France pour le mariage de leur fille Viviane : tout ne se passe pas comme prévu.

## Synopsis
Claude et Marie Verneuil reviennent à Paris de leur tour du monde dans les familles de leurs quatre gendres respectifs. Terminant leur voyage à Pékin, ils sont entourés de touristes chinois dans l'avion. Ils sont soulagés de rentrer en France, notamment car leur voyage avait très mal commencé, un incident de dernière minute ayant empêché Claude d'apporter le jambon qu'il avait promis à André Koffi, le père de Charles. Clovis le chien l'a en effet dévoré au moment du départ.
De leur côté, les gendres se réunissent autour de David concernant le projet « Reubio », une marque de nourriture halal bio. Ayant chacun des parts dans l'entreprise, ils veulent savoir où en est David. Celui-ci dépense sans compter tout en leur avouant que le financement du projet a échoué. Fâchés, les trois hommes se retirent de cette affaire sans perspective. Chacun de son côté, les quatre beaux-frères ressentent un ras-le-bol de leurs vies en France : Chao devient paranoïaque à cause des remarques et des agressions dont sont victimes les Asiatiques ; Rachid en a assez d'être sollicité uniquement par des femmes voilées qui souhaitent qu'il les défende ; Charles n'obtient que des petits rôles stéréotypés et David sait son projet effondré.
Claude et Marie rentrent chez eux à Chinon. Claude, prenant sa retraite après une longue carrière de notaire, explique lors du pot de départ qu'il a pour projet d'écrire la biographie d'Alfred Tonnellé, un écrivain du XIXe siècle. Marie se met à la marche nordique (qu'elle appelle « marche scandinave ») de façon intensive, y compris la nuit.
Lors d'un rendez vous chez son banquier à Chinon, Claude apprend qu'une entreprise ferme et pourrait être rachetée pour un euro symbolique. Il découvre que son banquier part à la retraite son poste se libère.
Lors du repas de famille de retrouvailles, l'ambiance, au début chaleureuse, devient tendue quand Claude et Marie résument leurs voyages à l'aide d'anecdotes qui sont autant de clichés ; les couples se disputent à nouveau.
Les gendres expliquent à leurs femmes respectives leurs appréhensions concernant la vie en France et manifestent l'envie de retourner dans les pays d'où sont originaires leurs parents. Rachid souhaite vivre en Algérie et essaie de convaincre Isabelle que là-bas, nombre de femmes qui veulent ôter leur voile ont besoin de soutien. David souhaite faire l'aliyah (émigrer en Israël) et Odile est partante en lui précisant qu'il faudrait apprendre l'hébreu. Chao souhaiterait travailler en Chine où il pourrait être à la tête d'une agence bancaire. Charles souhaiterait faire carrière à Bollywood en Inde, là où Laure (enceinte) se voit proposer un poste de juriste.
En Côte d'Ivoire, Viviane, la sœur de Charles discute par Skype avec Nicole, sa compagne ; Viviane apprend qu'en France le mariage homosexuel est désormais possible et explose de joie en apprenant qu'elle va pouvoir se marier. Madeleine sa mère la surprend et lui fait avouer son projet. Pour ne pas annoncer à ses parents qu'elle est lesbienne, Viviane prétend qu'elle va se marier avec un homme prénommé Nicolea, que son père traduit par Nicolas.
Rendant visite au curé de Chinon (adepte de séries télévisées d'action) qui a marié Laure, Marie accepte d'héberger un réfugié afghan du nom d'Arash, logé dans la sacristie. Sans en parler à Claude, elle l'amène chez eux. Claude découvre Arash et s'arme d'un coupe-papier car il le prend pour un terroriste islamiste. Marie lui explique la situation, installe Arash dans l'abri de jardin et l'embauche comme jardinier. Le scepticisme de Claude est renforcé lorsqu'Arash casse le tracteur-tondeuse et qu'il lit un article expliquant que certains terroristes islamistes se font passer pour des réfugiés pour s'infiltrer en Europe.
Lors des cours pris au consulat d'Israël, tandis qu'Odile est motivée et progresse vite, David a beaucoup de mal à apprendre l'hébreu. Il réfléchit à sa décision de partir en Israël.
Lors du week-end de Pâques où les couples sont invités à Chinon, Chao croise Arash tenant une tronçonneuse en marche et le prend pour un terroriste islamiste. Il manque de le blesser sérieusement en lui lançant des lames métalliques. Plus tard, Claude ayant surpris Arash en train de prier, muni d'une ceinture de maintien orthopédique pour le dos (que Claude confond avec une ceinture d'explosifs) l'assomme d'un coup de pelle en plein visage et lui casse des dents. Durant ce même week-end, Claude et Marie apprennent que leurs gendres et donc leurs filles (et leurs petits-enfants) vont tous partir à l'étranger et qu'ils risquent de peu les voir. Refusant cela, ils sont prêts à tout pour l'empêcher. Claude leur vante la chance d'être français, ce qui ne les dissuade pas.
Claude et Marie montrent alors à leurs gendres que la France est un superbe pays, que les gens croient vivre en enfer alors qu'ils sont au paradis. Ils les invitent à passer un week-end avec eux et leur montrent différent endroits. Au théâtre de Saumur, Claude a demandé à la directrice du théâtre de rechercher un comédien noir et que Charles passe un essai (Claude finance la pièce). Devant l'agence bancaire qui aurait cruellement besoin d'un directeur, ce dernier déclare que la Chine est au bord du gouffre économique. Tout le monde visite l'usine à reprendre en ville, avant qu'un homme d'affaires israélien déclare qu'il est nécessaire de maîtriser l'hébreu et l'anglais pour réussir en Israël. Les producteurs de vin locaux réclament un avocat pour se défendre contre les multinationales. Les gendres éventent le manège ; ils sont pourtant touchés par le plan organisé par leurs beaux-parents.
Claude apprend également de la bouche de David que Viviane va se marier avec une femme et éclate de rire en pensant à la réaction d'André Koffi. Ce dernier s'évanouit au restaurant au moment où il comprend que sa fille est lesbienne.
Laure accouche d'un petit garçon. Finalement, David renonce à partir en Israël et reprend l'entreprise proche de Chinon, Charles accepte de vivre en Touraine car il est retenu pour le rôle et Rachid accepte de défendre les producteurs de vins locaux. Seul Chao persiste à se rendre en Chine. Marie l'en empêche en faisant croire à l'ambassade de Chine que Chao est pro-tibétain.
André Koffi, encore choqué, alité chez les Verneuil, est exigeant pour sa nourriture. Il ne peut s'opposer au mariage de sa fille sinon, Madeleine le quittera. Claude le persuade d'assister à la cérémonie en lui mettant sous les yeux le menu du repas. André, dominé par sa gourmandise, ne résiste pas à un tournedos Rossini ni à une tarte tatin. Le mariage a lieu sans anicroche.
Le couple Verneuil attend à la terrasse d'un café. Claude et Marie sont ravis : leurs filles, leurs gendres ainsi que leurs petits-enfants habitant tous à Chinon, ils les voient autant qu'il le veulent.

## Fiche technique
Sauf indication contraire ou complémentaire, les informations mentionnées dans cette section peuvent être confirmées par la base de données Unifrance
- Titre original : Qu'est-ce qu'on a encore fait au Bon Dieu ?
- Réalisation : Philippe de Chauveron
- Scénario : Philippe de Chauveron et Guy Laurent
- Musique : Marc Chouarain
- Direction artistique : Isabelle De Araujo
- Décors : Cécilia Blom
- Costumes : Lisa Korn
- Photographie : Stéphane Le Parc
- Son : Cédric Deloche
- Montage : Alice Plantin
- Production : Romain Rojtman
- Sociétés de production : Les Films du 24 et Les Films du Premier ; TF1 Films Production (coproduction) ; SOFICA Cinéventure 4, LBPI 12
- Sociétés de distribution : UGC Distribution (France) ; A-Z Films (Québec), Belga Films (Belgique), JMH Distributions SA (Suisse romande)
- Pays d’origine :  France
- Langue originale : français
- Durée : 99 minutes
- Genre : comédie
- Dates de sortie :
  - France, Belgique, Suisse romande : 30 janvier 2019
  - Québec : 15 mars 2019

## Distribution
- Christian Clavier : Claude Verneuil, bourgeois gaulliste catholique, le père de famille
- Chantal Lauby : Marie Verneuil, bourgeoise catholique, la mère de famille
- Ary Abittan : David Maurice Isaac Benichou, mari d'Odile
- Medi Sadoun : Rachid Abdul Mohammed Ben Assem, mari d'Isabelle
- Frédéric Chau : Chao Pierre Paul Ling, mari de Ségolène
- Noom Diawara : Charles Koffi, 1er du nom, mari de Laure
- Frédérique Bel : Isabelle Suzanne Marie Verneuil-Ben Assem, 1re fille des Verneuil
- Julia Piaton : Odile Huguette Marie Verneuil-Benichou, 2e fille des Verneuil
- Émilie Caen : Ségolène Chantal Marie Verneuil-Ling, 3e fille des Verneuil
- Élodie Fontan : Laure Evangeline Marie Verneuil-Koffi, 4e fille des Verneuil
- Pascal Nzonzi : André Koffi, père de Charles
- Salimata Kamate : Madeleine Koffi, mère de Charles
- Tatiana Rojo : Viviane Koffi, sœur de Charles
- Claudia Tagbo : Nicole, épouse de Viviane
- Loïc Legendre : le curé de Chinon
- Hedi Bouchenafa : Arash
- Gilles Cohen : Patrick
- Patson : Jacquot, le faux vigneron (et vrai comédien)
- Marie-Hélène Lentini : Guylaine Monfau, la metteuse en scène au théâtre de Saumur
- Philippe Beglia : Bouvier, le directeur de la banque de Chinon
- Nouritza Emmanuelian : l'interne de l'hôpital
- Izabella Maya : la passagère de TGV avec le comédien, faux vigneron.

## Production
Contrairement au premier film Qu'est-ce qu'on a fait au Bon Dieu ? où seuls deux plans avaient été filmés à Chinon (Indre-et-Loire), cette suite laisse apercevoir bien davantage de la ville de résidence des Verneuil et de la région. Le film montre le centre de Chinon, sa forteresse royale, la ville de Saumur (Maine-et-Loire) avec notamment son théâtre et son château.
Le tournage au château de Chenonceau a été fait en extérieur dans les jardins de Diane de Poitiers, en utilisant un drone. À Paris, l'équipe tourne notamment place Boieldieu, au palais de justice. Quelques plans sont réalisés en région parisienne, notamment à Clamart (Hauts-de-Seine) et à Orgeval (Yvelines).

## Accueil

### Accueil critique
Les avis divergent au sujet du film dans la presse française.
Si Le Figaro est positif en écrivant « Ce second opus est encore meilleur que le premier sorti en 2014. Le scénario cosigné Philippe de Chauveron et Guy Laurent est particulièrement bien écrit. Les répliques fusent. Les rebondissements sont multiples » , Première émet un avis négatif « Qu'est-ce qu’on a encore fait au bon Dieu ? s’avère beaucoup moins inspiré que son aîné et malgré les efforts surhumains déployés par Chantal Lauby et Christian Clavier (plus patriote que jamais), le concept semble déjà bien usé ».
Sur le site Allociné, le film reçoit une moyenne de 2,4/5 pour un consortium de 24 titres.

### Box-office
| Pays ou région | Box-office         | Date d'arrêt du box-office | Nombre de semaines |
| -------------- | ------------------ | -------------------------- | ------------------ |
| France         | 6 711 618 entrées  | 28 mai 2019                | 17                 |
| Total mondial  | 10 475 995 entrées | 28 mai 2019                | 17                 |

## Distinction

### Nomination
- César 2020 : César du public

## Erreurs et incohérences
- Lors de la scène montrant le couple Verneuil à bord de l'avion les ramenant en France, alors qu'ils critiquent les pays de leurs gendres qu'ils ont visités, ils sont à bord d'un Airbus A380 d'Air France (immatriculation F-HPJA). Après cette scène, leur avion à l'atterrissage est un Boeing B777 d'Air France (immatriculation F-GSPD),
- Lors du retour de Paris vers Chinon, le taxi transportant le couple Verneuil longe la Loire, ce qui représente un détour puisque le trajet le plus direct depuis Paris via Tours ne longe pas ce fleuve,
- Lors du trajet en TGV des quatre gendres invités par leur beau-père à Chinon, ils sont à bord d'une rame TGV Atlantique. Dans la scène suivante ils se trouvent à l'étage supérieur d'un TGV Duplex.